# Caseosaurus crosbyensis
Il caseosauro (Caseosaurus crosbyensis) è un dinosauro carnivoro appartenente agli herrerasauri. Visse nel Triassico superiore (Norico, circa 220 milioni di anni fa). I suoi resti fossili sono stati ritrovati in Nordamerica (Texas).

## Classificazione
Tutto ciò che si conosce di questo dinosauro è un ilio destro fossile ritrovato nella formazione Dockum in Texas, molto simile (ma non identico) a quello di altri dinosauri primitivi come Herrerasaurus e Chindesaurus. Le differenze anatomiche tra Chindesaurus e Caseosaurus, però, non sono ritenute suffiicienti per una distinzione a livello generico da parte di alcuni studiosi, che preferiscono attribuire il materiale a Chindesaurus. Inizialmente, in effetti, l'ilio era stato attribuito proprio a quest'ultima forma meglio conosciuta, proveniente da strati coevi dell'Arizona. Il nome Caseosaurus onora Ermine Cowles Case (1871-1953), un paleontologo americano che scoprì il resto fossile e che diede un sostanziale contributo alla conoscenza sui vertebrati fossili del Triassico.